# Au pays des Schtroumpfs
 (janvier 2012).
Si vous disposez d'ouvrages ou d'articles de référence ou si vous connaissez des sites web de qualité traitant du thème abordé ici, merci de compléter l'article en donnant les références utiles à sa vérifiabilité et en les liant à la section « Notes et références ».

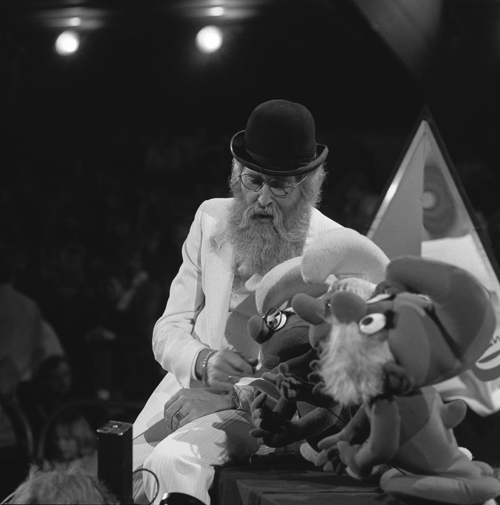
Vader Abraham chantant avec les Schtroumpfs, 1983

Au pays des Schtroumpfs est une chanson du chanteur néerlandais Vader Abraham de 1977, composée par lui-même et E. Darniff. Ce morceau est chanté dans plusieurs versions linguistiques, dont en français, en néerlandais (’t Smurfenlied) et en allemand (Lied der Schlümpfe).